# Enrico Giammarco
Enrico Giammarco (Sulmona, gennaio 1896 – Marmarica, 17 settembre 1940) è stato un militare italiano, decorato di medaglia d'oro al valor militare alla memoria nel corso della seconda guerra mondiale.

## Biografia
Nacque a Sulmona nel gennaio 1896, figlio di  Serafino e Chiara Francescantoni.
Allievo della Scuola militare Nunziatella di Napoli, fu ammesso nel 1916 all'Regia Accademia Militare di Artiglieria e Genio di Torino, dalla quale uscì con il grado di sottotenente dell'arma di artiglieria il 30 novembre 1916.
Assegnato al 1º Reggimento artiglieria da montagna, nel febbraio 1917 fu destinato al fronte come ufficiale della 55ª batteria del 2º Reggimento artiglieria da montagna. Nell'agosto del 1917 fu promosso tenente, e al termine della Grande Guerra risultava decorato con una medaglia di bronzo al valor militare a Belpaggio nel 1917, una croce di guerra al valor militare a San Daniele del Friuli sempre nel 1917; una medaglia d'argento al valor militare sul Monte Pertica (1918) e un'altra medaglia di bronzo a Caposile, sempre nel 1918. Promosso capitano nel settembre 1927, nell'aprile 1935 si offrì quale volontario per le attività di combattimento in Africa orientale, ottenendo il trasferimento al Regio corpo truppe coloniali d'Eritrea.
Con questa unità partecipò alla guerra d'Etiopia, e fu coinvolto nella prima e Seconda battaglia del Tembien, nella battaglia dell'Endertà, dell'Amba Aradam e di Gondar. Si distinse durante l'avanzata su Gondar con la colonna celere, al comando VIII Gruppo autotrainato da 77/28, venendo insignito de una croce di guerra al valor militare.
Rientrato in Italia nel giugno 1937, ottenne la promozione al grado di maggiore, e fu conseguentemente trasferito al 45º Reggimento artiglieria della 63ª Divisione fanteria "Cirene". Successivamente, seguì il reparto di appartenenza in Nordafrica, dove rimase per un periodo di tre anni.
Nel marzo 1940 frequentò il 2º corso per reparti speciali di artiglieria tenutosi presso la Scuola di Nettuno, al termine del quale rientrò in Cirenaica.
Allo scoppio della seconda guerra mondiale partecipò alla campagna del Nordafrica sul fronte della Marmarica, durante i quali perse la vita il 17 settembre 1940, meritando la medaglia d'oro al valor militare. In riconoscimento del valore dimostrato, oltre alla decorazione al valor militare, ricevette la nomina postuma a tenente colonnello.

### Fonti
1. ↑  Gruppo Medaglie d'Oro al Valore Militare 1965, p. 432.
2. 1 2 3  Bianchi 2012, p. 90.
3. 1 2 3 4 5 6 7 8 9 10  Bianchi 2012, p. 91.
4. ↑   Sito web del Quirinale: dettaglio decorato, su quirinale.it. URL consultato il 9 gennaio 2019.
5. ↑  Registrato alla Corte dei conti il 2 giugno 1942, registro 20 guerra, foglio 95.